# Distichophyllum noguchianum
Distichophyllum noguchianum là một loài Rêu trong họ Hookeriaceae. Loài này được B.C. Tan mô tả khoa học đầu tiên năm 1990.